# Vincent Regeling
Vincent Regeling (Heemstede, 7 mei 1997) is een Nederlands voetballer, die als verdediger voor Jong AZ speelde. Hij is de oudere broer van Rik Regeling.

## Carrière
Vincent Regeling speelde in de jeugd van SV Hoofddorp, HFC Haarlem, RKSV Pancratius en AZ. Met Jong AZ werd hij in het seizoen 2016/17 kampioen van de Tweede Divisie. Hij debuteerde in het betaald voetbal voor Jong AZ op 1 september 2017, in de met 1-0 verloren uitwedstrijd tegen Jong FC Utrecht. Hij begon in de basisopstelling en werd in de 68e minuut vervangen door Kai Koreniuk.
In de zomer van 2020 liep zijn contract af en vertrok hij transfervrij bij AZ.

### Statistieken
| Seizoen                      | Club           | Land           | Competitie     | Competitie | Competitie | Beker | Beker | Totaal | Totaal |
| Seizoen                      | Club           | Land           | Competitie     | Wed.       | Dlp.       | Wed.  | Dlp.  | Wed.   | Dlp.   |
| ---------------------------- | -------------- | -------------- | -------------- | ---------- | ---------- | ----- | ----- | ------ | ------ |
| 2016/17                      | Jong AZ        | Nederland      | Tweede divisie | 17         | 0          | –     | –     | 17     | 0      |
| 2017/18                      | Jong AZ        | Nederland      | Eerste divisie | 2          | 0          | –     | –     | 2      | 0      |
| Carrièretotaal               | Carrièretotaal | Carrièretotaal | Carrièretotaal | 19         | 0          | 0     | 0     | 19     | 0      |
| Bijgewerkt op 1 oktober 2017 |                |                |                |            |            |       |       |        |        |

1 Koeman ·
2 Hardeveld ·
3 Apau  ·
4 Offerhaus ·
5 Lobbes ·
6 Bakker ·
7 Hamdaoui ·
8 Turfkruier ·
9 El Kachati ·
11 Noslin ·
12 Overtoom ·
14 Kaandorp ·
15 Lechkar ·
15 Quaedvlieg ·
15 Lobbes ·
16 Douiri ·
17 Rossen ·
17 Oughcha ·
18 Van Ekeris ·
19 Hagedoorn ·
20 Houweling ·
21 Koswal ·
23 Hetli ·
24 Benzzine ·
24 Olfers ·
25 Owusu ·
26 Van Schooneveld ·
27 Kharchouch ·
28 Bodak ·
28 Van Ingen ·
Coach: Correia
· Assistent-trainer: Michielsen
· Assistent-trainer: Roubos
· Assistent-trainer: Van der Kooij
· Keeperstrainer: Van der Mast